# Batalla de los Collejares
La batalla de los Collejares o simplemente de Collejares enfrentó, en 1406 a Enrique III de Castilla con el reino de Granada. Castilla había firmado una paz con el reino nazarí de Granada. Los vaivenes de poder en la corte de Granada rompieron el acuerdo. Muhammed VII, impulsado por los benimerines de Marruecos, invadió territorios de Murcia. Enrique III de Castilla, tras completar una serie de acciones bélicas contra Portugal que se saldaron con la paz de 1402, vio la oportunidad de abrir un nuevo frente contra Granada, último reducto musulmán en la península enfrentándose ambos bandos en las proximidades de Collejares, localidad jiennense cercana a Úbeda y Baeza. Las armas castellanas vencieron a las de Granada. Enrique III moría muy pocos meses después.
- Datos: Q4870775